# Annona squamosa
Annona squamosa L. è un piccolo albero o arbusto ben ramificato della famiglia delle Annonacee che produce frutti chiamati sugar-apple o sweetsops.
Tollera il clima tropicale delle pianure meglio dei suoi parenti Annona reticulata e Annona cherimola (i cui frutti spesso condividono lo stesso nome) aiutando a renderlo il più ampiamente coltivato di queste specie.
Annona squamosa è un piccolo, semi-(o tardo) deciduo, grande arbusto o piccolo albero alto da 3,0 a 8 metri
simile alla Annona muricata.

## Descrizione

### Fusto
Ha rami con corteccia marrone chiaro e cicatrici fogliari visibili. La corteccia interna è giallo chiaro e leggermente amara. I ramoscelli diventano marroni con punti marrone chiaro (lenticelle - piccole e ovali macchie arrotondate sul gambo o sul ramo, da cui possono sporgere i tessuti sottostanti o emettere le radici).

### Foglie

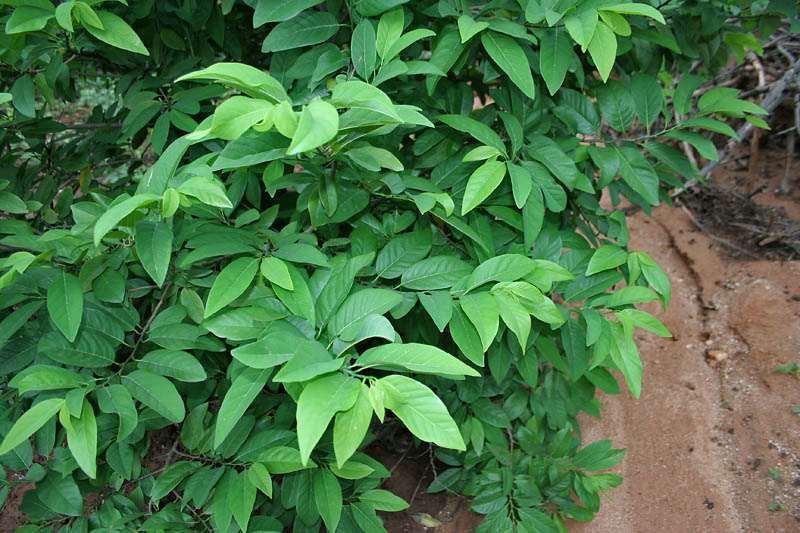
Foglie

Foglie sottili, semplici e alternate si presentano singolarmente, lunghe da 5 a 17 centimetri e larghe da 2 a 6 centimetri, arrotondate alla base e appuntite (punta oblunga-lanceolata). Verdi pallide su entrambe le superfici e per lo più glabre con peli sottili sul lato inferiore quando giovani. I lati a volte sono leggermente diseguali e i bordi senza denti, apparentemente pelosi quando sono giovani.
I gambi delle foglie hanno una lunghezza che va da 0,4 a 2,2 centimetri, sono verdi e scarsamente pubescenti.

### Fiori

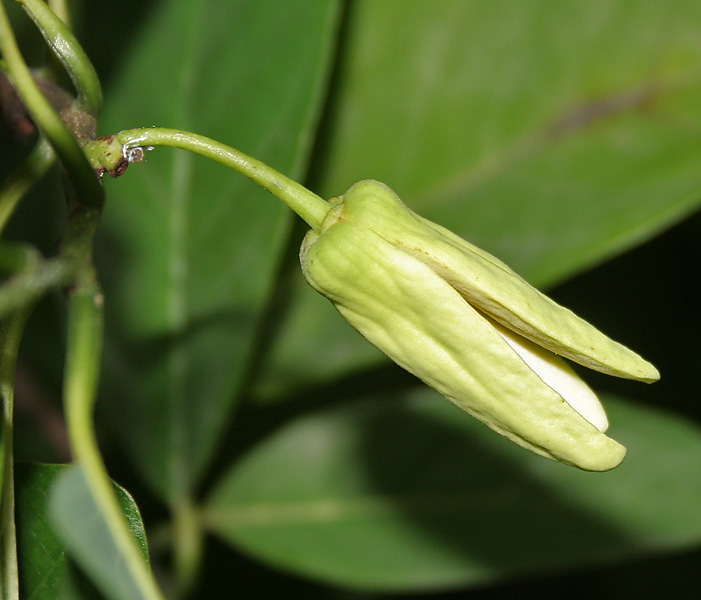
Fiore

Fiori: Soli o in piccoli gruppi laterali di 2–4 lunghi circa 2,5centimetri, giallo-verdastri su un peloso ed esile stelo, lungo 2,0 centimetri.  Tre petali esterni verdi, violacei alla base, oblunghi, da 1,6 a 2,5 e da 0.6 a 0,75 centimetri, con tre petali interni minuscoli o assenti. Stami molto numerosi, affollati, bianchi lunghi meno di 1,6 centimetri con ovaio verde chiaro. Pistilli bianchi, affollati sull'asse superiore. Ogni pistillo forma un tubercolo separato (piccola protuberanza verrucosa arrotondata)
La fioritura avviene tra la primavere e l'inizio dell'estate e I fiori sono impollinati da coleotteri nitidulidi.

### Frutti

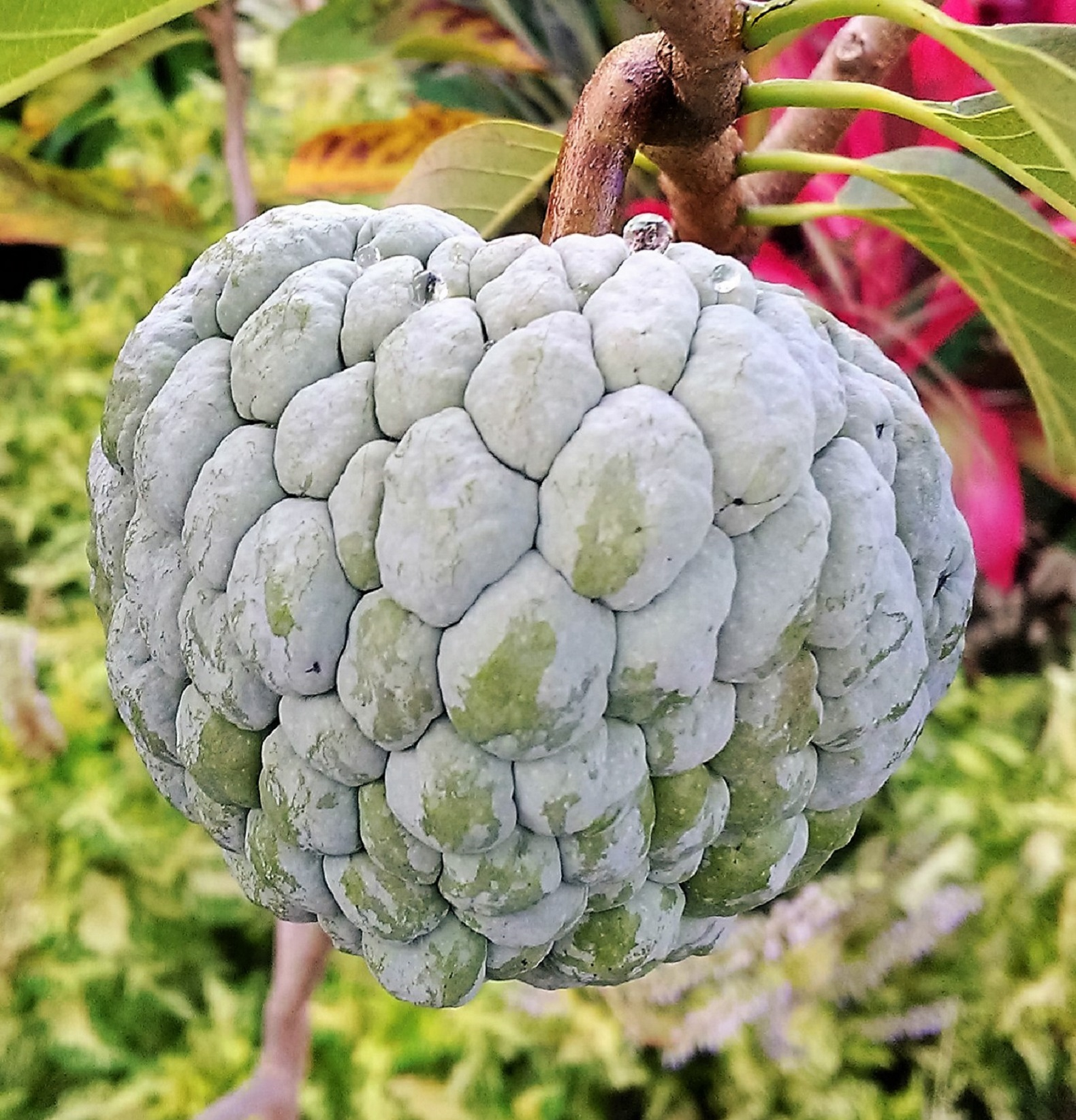
Frutto

Il frutto di A. squamosa ha una polpa biancastra e dolce ed è comune nei mercati tropicali.
I frutti aggregati e morbidi si formano dai numerosi pistilli di un fiore che si allarga e matura in frutti che sono distinti dai frutti di altre specie di Annona (e più grandi dei lamponi giganti).
Tondo o a forma di cuore giallo verdastro, quando maturo è pendulo su un gambo ispessito, e ha un diametro che va da 5,0 a 10,0 cm. con molte protuberanze rotonde e coperto da una fioritura polverosa. I frutti sono formati da carpelli vagamente coerenti o quasi liberi (i pistilli maturati).
La polpa è di colore bianco con riflessi gialli, commestibile e dolcemente aromatica. Ogni carpello contiene un seme oblungo, lucido e liscio, marrone scuro, lungo tra 1,3 e 1,6 cm.

## Ecologia
Nelle Filippine, il frutto viene comunemente mangiato dal filippino pipistrello della frutta (kabag o kabog), che quindi diffonde i semi da un'isola all'altra.
È pianta nutrice delle larve della farfalla Graphium agamemnon (Papilionidae).

## Distribuzione e habitat
Annona squamosa è originaria delle Americhe tropicali e delle Indie occidentali, ma non si conosce l'esatta origine. Oggi è la più coltivata di tutte le specie di "Annona", essendo coltivata per i suoi frutti in tutti i tropici e nelle regioni subtropicali più calde, come Indonesia, Thailandia e Taiwan ed è stata introdotta nell'Asia del sud prima del 1590. È naturalizzata fino al sud della Florida negli Stati Uniti d'America e a sud di Bahia in Brasile, ed è una specie invasiva in alcune aree.

## Coltivazione

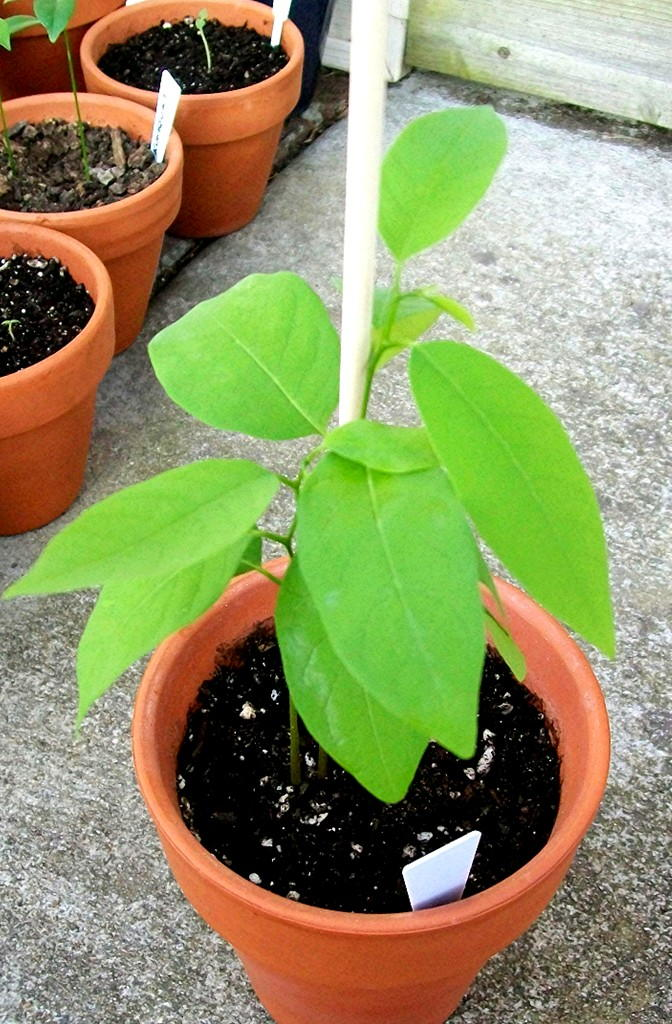
Piantina

Come la maggior parte delle specie di Annona, richiede un clima tropicale o subtropicale con temperature estive da 25° a 41° e temperature invernali medie sopra 15°. È sensibile al freddo e al gelo, viene defogliata sotto i 10° e muore a temperature di un paio di gradi sotto lo zero. È moderatamente tollerante alla siccità, richiede almeno 700 mm. di precipitazioni annue e non fruttifica bene durante la siccità.
Cresce dal livello del mare fino a circa 2.000 metri e prospera nei climi caldi e secchi, differendo nella sua tolleranza ai climi tropicali di pianura da molti degli altri alberi da frutto della famiglia delle Annona.
È una pianta piuttosto prolifica e produce frutti in meno di due o tre anni. Un albero di cinque anni può produrre fino a cinquanta frutti. Una scarsa produzione di frutti è stata segnalata in Florida perché ci sono pochi impollinatori naturali (le api hanno difficoltà a penetrare nei fiori femminili strettamente chiusi); tuttavia, l'impollinazione manuale con una spazzola in fibre naturali è efficace per aumentare la resa. Gli impollinatori naturali comprendono coleotteri delle famiglie Nitidulidae, Staphylinidae, Chrysomelidae, Curculionidae e Scarabeidae.

## Usi
Nella medicina tradizionale indiana, thailandese e americana, le foglie sono usate, sotto forma di in decotto, per trattare dissenteria e infezione delle vie urinarie.  Nella medicina tradizionale indiana, vengono anche schiacciati e applicati sulle ferite.  In Messico, le foglie vengono strofinate sui pavimenti e messe nei pollai per respingere i pidocchi.